# اچ‌ام‌اس آر۱۰
اچ‌ام‌اس آر۱۰ (به انگلیسی: HMS R10) یک زیردریایی بود که طول آن ۱۶۳ فوت (۵۰ متر) بود. این زیردریایی در سال ۱۹۱۸ ساخته شد.